# ドモホルンリンクル
ドモホルンリンクル（Domohorn Wrinkle）は、株式会社再春館製薬所が製造・販売する基礎化粧品および医薬部外品である。商品名は造語で、ラテン語の「抑制」を意味する「Domo（ドモ）」、ドイツ語の「角層」を意味する「horn（ホルン）」、英語で「シワ」を意味する「Wrinkle（リンクル）」の3つの言葉の組み合わせ。初めての消費者には販売しない姿勢をとっており、代わりに内容量3日分の「無料お試しセット」を提供している。

## ドモホルンリンクルにまつわる主な歴史
- 1974年12月 - 日本初コラーゲン配合クリーム「ドモホルンリンクル5」を開発
- 1976年10月 - 「ドモホルンリンクル20」製造発売
- 1978年1月 - 「ドモホルンリンクルローション」製造発売
- 1983年4月 - 「ドモホルンソープ蘭（100g）」製造発売
- 1983年5月 - 「ドモホルンリンクル・モイスチュアパック」・「ドモホルンニューリンクル20」製造発売
- 1983年6月 - 「ドモホルンリンクル・ニューローション」製造発売
- 1983年8月 - 「ドモホルンリンクル・クレンジングクリーム」製造発売
- 1984年5月 - 「ドモホルンリンクル・フレッシュミルキィローション」製造発売
「ドモホルンリンクル・Fシリーズ」製造発売
- 1984年6月 -「ドモホルンリンクル・モイスチュアクリーム20」製造発売
- 1984年9月 - 「ドモホルンリンクル・Mシリーズ」製造発売
- 1984年10月 - 「ドモホルンリンクル・フレッシュクリーム10・20」製造発売
- 1984年12月 - 「ドモホルンリンクル・クリーミィソープ蘭」製造発売
- 1985年4月 - 「ドモホルンリンクル・クレンジングクリーム」製造発売
- 1985年11月 - 商品をミニチュア化したサンプルを導入
- 1986年5月 -フリーダイヤル（0120-444-444）を導入（化粧品業界初）
- 1986年7月 - 「ドモホルンリンクル・ハウトネーパック」製造発売
- 1987年9月 - 「ドモホルンリンクル・Sシリーズ」製造発売
- 1987年10月 - 阿蘇工場稼働開始
- 1988年5月 - 「ドモホルンリンクル・エッセンス」製造発売
- 1988年8月 - 「ドモホルンリンクル・9点処方」完成
- 1992年 - 「ドモホルンリンクル・7点処方」完成
- 1997年 - 「ドモホルンリンクル7点」リニューアル
- 1999年 - 「ドモホルンリンクル・W洗顔」リニューアル
- 2000年 - 「ドモホルンリンクル・基本4点」リニューアル
- 2003年10月 - 「ドモホルンリンクル・基本4点」リニューアル
- 2004年3月 - 「ドモホルンリンクル・W洗顔」リニューアル
- 2007年10月 - 「ドモホルンリンクル7点」リニューアル
- 2010年1月 - 「光対策 素肌ドレスクリーム」発売
- 2011年8月 - 「飲むドモホルンリンクル」発売
- 2011年11月 - 「ドモホルンリンクル8点」リニューアル
香港事業開始「ドモホルンリンクル　スキンケアラウンジ」オープン

- 2012年10月 - 大阪・阪急うめだ本店に「ドモホルンリンク コミュニケーションスペース」をオープン
台湾事業開始
- 2014年2月 - 福岡・博多阪急に「ドモホルンリンク コミュニケーションスペース」をオープン
- 2015年1月 - 「めぐりの結晶［年齢美習慣］」新発売
- 2015年11月 - “進”ドモホルンリンクル2015 [基本4点]リニューアル
- 2016年3月 - “進”ドモホルンリンクル2016 [準備3点/日中ケア]リニューアル　全8製品すべて「抗シワ評価」での効能取得
- 2016年8月1日 ‐ 阪急うめだ本店（大阪府）をリニューアル
- 2016年12月1日 ‐ 18代目の“クリーム20”発売　さらにコラーゲン力を引き出すものへ進化
- 2017年3月13日 ‐ 京王百貨店（東京都）に対面型コミュニケーションスペース出店
- 2017年3月27日 ‐ 熊本大学薬学部との共同研究講座「再春館・自然×サイエンス共同研究講座」開設
- 2017年9月13日 ‐ ドモホルンリンクルが台湾の「女人我最大賞」において7商品で大賞を受賞
- 2018年6月6日 ‐ タイ化粧品事業部開始
- 2018年9月13日 ‐ 台湾の「女人我最大賞」で、“クリーム20”が殿堂入り「殿堂名誉賞TOP10」入賞。同時に同部門における一般投票で1位を獲得
- 2018年10月30日 ‐ 不知火菊から抽出した新規成分で特許申請
- 2019年3月12日 ‐ ドモホルンリンクル初のデザインボトル「基本4点　日本応援セット」発売
- 2019年5月23日 ‐ NTTコムオンラインNPSベンチマーク調査2018「通販化粧品部門」で1位を受賞
- 2019年11月22日 ‐ タイNo1女性誌「Praew」主催ビューティーアワード受賞
- 2019年12月2日 ‐ 松屋銀座(東京都)に国内4か所目となる常設・対面型コミュニケーションスペース出店
- 2019年12月11日 ‐ ブランド誕生45年目を迎え “美活肌エキス”を進化、19代目の“クリーム20”発売
- 2020年12月1日 - ドモホルンリンクル [基本4点]リニューアル
- 2021年7月1日 - ドモホルンリンクル [準備3点/日中ケア]リニューアル

## 主な商品

### 基礎化粧品
- 化粧落としジェル
- 洗顔石鹸
- 泡の柔肌パック
- 保湿液
- 美活肌エキス【医薬部外品】
- クリーム20【医薬部外品】
- 保護乳液
- 光対策 ドレスクリーム

飲むドモホルンリンクル及びめぐりの結晶は別ブランドLashikuのラインナップに移行。

## CM
ナレーションを江守徹が担当している。

## 研究発表
主に、天然の化粧品原料と老化のメカニズムについての学会発表を行っている。
化粧品原料においてはこれまで、チューリップ（ピンクダイヤモンド）の花びらから抽出されるエキスによるコラーゲン合成促進効果や、「芋焼酎粕」やスイス高山植物「ピンピネラ」など天然物の化粧品への利用のための研究成果などを発表している。熊本県の不知火地方でのみ採れる「不知火菊」の研究は、同社の主な研究成果の一つである。
老化のメカニズムに関しては、アンジオポエチン様因子2（Angptl2）や熱ショックタンパク質（HSP）の皮膚老化との関係およびそのメカニズムについての研究が主である。2015年には、皮膚科学分野におけるAngptl2研究および同抑制生薬に関する熊本大学との共同研究成果を発表している。
近年は、天然原料を用いた防腐剤の開発や漢方における修治を化粧品原料に応用する研究なども行っている。
- 2009年
  - 3月28日 - 富山県産のチューリップ（ピンクダイヤモンド）の花びらから抽出されるエキスによる、「皮膚細胞でのコラーゲン合成促進効果」について、「日本薬学会第129年会」にて発表。
  - 6月18日 - 熱ショックタンパク質（HSP70）による「メラニン合成の抑制作用や紫外線による損傷からの回復効果」について、熊本大学と共同研究成果を「第15回国際光生物学国際会議（International Congress of Photobiology　2009）」にて発表。
- 2010年
  - 3月26日 - 熱ショックタンパク質（HSP70）誘導剤として天然物「ヤバツイ（野馬追）」、「アルニカ」が皮膚を守りながら美白作用を示すことについて、熊本大学と共同研究成果を「日本薬学会第130年会」にて発表。
  - 9月24日 - 抗糖化、美白素材として天然物「芋焼酎粕」とスイス高山植物「ピンピネラ」が抗酸化作用と美白効果を示す研究成果を「日本生薬学会第57回年会」にて発表。
- 2011年
  - 9月7日 - 「シワ・シミ抑制機能を有する自己回復タンパク質 熱ショックタンパク質（HSP70）」について、熊本大学との共同研究成果を「第41回欧州研究皮膚科学会」にて発表。
- 2012年
  - 8月24日 - 熊本大学が再春館製薬所とのAngptl2を標的とした共同研究を「第30回日本美容皮膚科学会総会・学術大会」にて発表し、優秀演題賞を受賞。
  - 9月19日 - 慶應義塾大学が再春館製薬所・熊本大学・名古屋大学とのHSP（ヒート・ショック・プロテイン）共同研究を「第42回欧州研究皮膚科学会」にて発表
- 2013年
  - 10月1日 - 再春館製薬所と熊本大学の共同研究で「皮膚老化」を加速するタンパク質発現を抑制する、植物原料を発見。「第13回日本抗加齢医学会総会」にて発表。
- 2014年
  - 7月12日 - 再春館製薬所と熊本大学の共同研究で「皮膚ANGPTL2による皮膚老化促進のメカニズムについて「第32回美容皮膚科学会」にて発表。
- 2015年
  - 5月29日 - 皮膚のシミ形成における分子機構解明について「第15回日本抗加齢医学会」にて発表。
- 2016年
  - 9月24日 -「不知火菊抽出物のAngptl2発現抑制効果と老化促進因子が及ぼす肌への影響」について「日本生薬学会第63回年会」にて発表。[3]
- 2019年
  - 6月14日~16日 - 不知火菊抽出物のメラニン合成抑制機序について解析し、「Angptl2発現を抑制する不知火菊抽出物はメラニン産生経路を抑制する」ことを「第19回日本抗加齢医学会総会」にて発表。[3]
  - 9月22日~23日 - コラーゲンのリサイクルに着目し、「種々の素原料を用いた大棗エキスのコラーゲン受容体Endo180産生促進作用とその活性成分」について「日本生薬学会第66回年会」にて発表。[3]
  - 9月26日 - 複数の真菌に対する天然植物の抑制効果を検討し、「真菌に対する天然防腐原料の発見と実用化に向けた検討」について「防菌防黴学会第46年次大会」にて発表。
  - 3月25日~28日 - 不知火菊抽出物の詳細な分析を行い、「不知火菊より得られたAngptl2発現抑制成分の作用、及び、部位・種特異性」について「日本薬学会第140年会」にて発表。
- 2020年
  - 9月25日~27日 - 一卵性双生児を被験者に実施した、肌測定と生活習慣に関するアンケート結果を解析し、「夜勤勤務、歯周病、運動習慣なし、運動歴なし、急激な体重増加(3kg/年以上)は、肌状態を有意に悪化させる環境要因である」ことを「第20回日本抗加齢医学会総会」にて発表。
  - 9月25日~27日 - 植物エキスによる細胞内のOPH活性を評価し、「加水分解コメヌカ抽出物による真皮細胞の酸化タンパク質分解酵素（OPH）活性化および抗カルボニル化作用」について「第20回日本抗加齢医学会総会」にて発表。
  - 11月29日 - 生薬基質（ハトムギ・トチュウ・ラカンカ）の複合発酵による発酵物の有用性を見出し、「生薬複合基質による麹菌Aspergillus oryzae発酵産物の有用性付与とその成分変化」について「2020年度日本フードファクター学会・日本農芸化学会西日本支部合同大会」にて発表。
  - 11月29日 - 栽培方法による植物の有用性向上のための検討として「根株養生刈り取り栽培によるピンピネラの有用性向上の検討」について「日本フードファクター学会・日本農芸化学会西日本支部 合同大会」にて発表。
- 2021年
  - 9月20日 - 熊本県を主産地とする柑橘「パール柑」の皮から抽出したエキスに、線維芽細胞の 「遊走性活性化」作用を確認。この「コラーゲンを生成する細胞の移動」作用により、人体において“ムラの 無いコラーゲン生成”分布が期待され、シワ予防効果への応用研究に展開していけることが示唆されました。 同研究成果は、「日本生薬学会第67回年会」にて発表。
- 2022年
  - 3月26日 - 天然素材である乳酸菌発酵米で作られたラメラ構造を持つ乳化粒子が、”シワ改善機能”を有する有効成分をより肌の奥へ浸透させ、効果を発揮しやすい状態へ導くことを明らかにした。また同技術の応用により、その他の効果成分を必要な場所に届け、更なる効果を発揮できることが示唆された。同研究成果は、「日本薬学会第142回年会」にて発表。
- 2023年
  - 9月9日 - 紫外線照射によるピンピネラの機能性成分含有量及び抗酸化活性の増強を検討し、「ピンピネラの紫外線照射による成分変化と機能性向上」について「日本生薬学会第69回年会」にて発表。

## 特許
- 2012年　熱ショックタンパク質誘導剤、およびこれを含む皮膚用外用剤、食品、並びに、熱ショックタンパク質誘導剤の製造方法(特許番号:第5080065号)
- 2015年　熱ショックタンパク質の発現誘導剤(アルニカエキスなど)(特許番号:第5697879号)
- 2016年　ピンピネラサキシフレイジ抽出物(特許番号:第5890955号)
- 2017年　皮膚外用剤(芋焼酎粕エキス)(特許番号:第6166506号)
- 2019年　不知火菊抽出物を含む抗皮膚老化剤(特許番号:第6490342号)
- 2023年：Angptl2阻害剤及びその用途(特許番号:第7296616号)

## 参考資料
- 薬学部附属創薬研究センター HSP 誘導生薬を発見！ - 熊本大学
- 【開発ヒストリー】「ドモホルンリンクル」の秘密　自己回復タンパク「ＨＳＰ４７」とは - MSN産経ニュース[リンク切れ]

## 関連書籍
- 『HSPと分子シャペロン』 生命を守る驚異のタンパク質 （講談社）
- 『42℃温めで素肌美人』 （幻冬舎）